# Wang Zhen
Wang Zhen (王震; pinyin: Wáng Zhèn) (Liuyang, 11 aprile 1908 – Canton, 12 marzo 1993) è stato un politico e generale cinese.

## Biografia
Iscrittosi al Partito Comunista Cinese, nel corso della seconda guerra mondiale fu un comandante di brigata delle forze armate comuniste e in particolare si impegnò per fare di Nanniwan, precedentemente una terra incolta e desertica, un importante centro agricolo produttivo. Questo successo fu fortemente propagandato come esempio di autosufficienza e la brigata cui Wang apparteneva assunse una forte notorietà.
A partire dal 1956 Wang fu membro del Comitato centrale del Partito Comunista Cinese, acquisendo la fama di comunista deciso. Nel 1975 venne nominato vice primo ministro e ministro della Costruzione Meccanica. Nel 1978 entrò anche nell'Ufficio politico, proprio per partecipare all'apertura al libero mercato stabilita da Deng Xiaoping, nuovo capo del Partito, di cui Wang era un amico di lunga data.
L'influenza di Wang aumentò nel 1982, quando divenne membro e vicepresidente della Commissione Consultiva Centrale, posizione che gli permise di mantenere una forte influenza nelle politiche cinesi anche dopo il 1987, anno in cui non fu rieletto al Comitato Centrale del Partito. Ciò fu confermato dalla sua elezione a vicepresidente della Repubblica nel 1988. Nel 1989, durante la protesta di piazza Tiananmen, Wang fu tra i più accesi sostenitori della repressione violenta degli studenti.
Fra il 1982 e il 1987, Wang fu anche presidente della Scuola Centrale del Partito Comunista Cinese.
Wang morì il 12 marzo 1993.